# 빙그레
빙그레는 대한민국의 식품회사이자 유제품과 빙과류 전문 제조 회사이다. 본사는 서울특별시 종로구 새문안로 76 (신문로) 콘코디언 빌딩 9층, 13~15층에 있으며 김승연 한화그룹 회장의 동생인 한나라당의 제18대 국회의원을 역임한 김호연 빙그레 대표이사가 지분 40%(약 300,000,000,000원 규모)를 보유하고 있다.

## 슬로건
- 주고 싶은 마음 먹고 싶은 마음 (1971년 ~ 1999년, 2019년 ~ 현재[1])
- 사랑이 담긴 따뜻한 아이스크림 빙그레 (1997년)
- 맛있는 아이스크림이 생각날 때 (1995년)
- 그래, 빙그레 (1997년 ~ 2008년)
- 밝은 웃음의 메신저[2] (2000년 ~ 현재)
- 아이스크림 먹고, 빙그레 (2009년)
- 믿으니까,빙그레 빙그레를 꼭 확인하세요 (2011년)

## 연혁
- 1967년 9월: 대일양행으로 설립
- 1971년 10월: 사명을 대일양행에서 대일유업으로 변경
- 1972년 4월: 미국(Foremost-McKesson) 사와 기술 제휴
- 1973년 6월: 경기도 남양주시 다산동에 제1공장 설치
- 1974년 1월: 투게더 출시
- 1974년 6월: 바나나맛 우유 출시
- 1976년 6월: 퍼모스트와의 기술제휴 만료와 국어순화운동에 의하여 상표를 ‘빙그레’로 바꿈[3][4]
- 1977년 5월: 발효유 사업 시작 (요구르트 일 20만 병 생산)
- 1979년 3월: 증권거래소 상장
- 1979년 6월: 도농 제2공장 준공
- 1981년 10월: 프랑스 소디마사와 기술 제휴
- 1982년 2월: 사명을 대일유업에서 빙그레로 변경
- 1982년 3월: 경상남도 김해시 한림면 김해 공장 준공(유제품, 빙과류)
- 1983년 9월: 대한민국 최초 떠먹는 요구르트 요플레 출시
- 1984년 1월: 일본 닛신식품과 라면 생산에 대한 기술 제휴
- 1985년: 캔디바 출시
- 1985년 11월: 빙그레 라면 TV 첫 광고 기다려주세요, 편 (1985년 12월 1일부터 1986년 1월 20일까지)
- 1986년 1월: 우리집 출시
- 1986년 5월: 경기도 광주 공장 준공(스낵, 면류, 발효유 등)
- 1986년 9월: 꽃게랑 출시
- 1987년 4월: 빙그레 식품연구소 개소, 88 서울 올림픽 공식 아이스크림 지정
- 1988년 5월: 일본 글리코와 손을 잡고 엑설런트 출시 (일본에서는 1985년 출시)
- 1989년 5월: 더위사냥 출시
- 1990년 9월: 야채타임 출시(이의정과 함께 출연)
- 1991년 10월: 붕어싸만코출시
- 1992년 1월: 메로나 출시
- 1992년 12월: 빵또아 출시
- 1993년 3월: 대전 엑스포 공식 라면 및 아이스크림 공급업체 선정
- 1994년 2월: 진로종합식품 유가공 부문 인수(논산 공장)
- 1994년 12월: 빙그레 현CI 사용
- 1995년 5월: 논산 공장 증설 완료
- 1996년 9월: 초코지오 출시
- 1996년 10월: 뉴면 출시
- 1997년 10월: 닥터캡슐 출시, ISO 9001 인증 획득(한국생산성본부)
- 1998년 5월: 유음료 부문 HACCP 인증 획득(식품의약품안전청)
- 1998년 10월: 냉동만두, 냉동면 출시로 냉동식품 시장 진출
- 1998년 11월: 매운콩라면 출시
- 2001년 3월: 5n 캡슐우유 출시
- 2001년 9월: 전사적 자원 관리 시스템(ERP) 가동
- 2002년 3월: 신노사문화 우수기업 선정
- 2003년 4월: 라면사업을 풀무원에 양도
- 2003년 4월: 빙그레, 삼양식품과 영업 제휴
- 2003년 7월: KODI(한국 배당 주가 지수) 및 KOGI(기업지배구조 주가지수) 선정
- 2007년 4월: Self-Storage 사업 진출
- 2008년 12월: 노사문화우수기업 전사 인증(노동부장관)
- 2020년 3월: 김경호, 박창훈 회장 체제 변경(취임)
- 2020년 4월: 해태아이스크림 전격 인수(빙과사업 강화)
- 2020년 10월: 그동안 단종되었던 돌아온 싸모아(1984), 돌아온 맛싸만(1980), 돌아온 싸만코(1980), 키스파(1974), 돌아온 깨비봉(1989), 돌아온 칼라파워(1989), 생큐 4.3 골드 (1994) 재출시
- 2020년 12월: 천안시 투자협약(MOU) 체결(천안 동부바이오산단 입주예정)
- 2024년 11월: 빙그레홀딩스와 빙그레로 인적 분할[5]

## 주요 생산 브랜드
- 유제품 및 유음료: 바나나맛 우유, 요플레, 그릭요거트 요파, 아카페라, 오프룻, 참맛우유
- 아이스크림: 투게더, 메로나, 더위사냥, 비비빅, 요맘때, 엑설런트, 참붕어싸만코, 뽕따, 끌레도르
- 과즙 주스 및 기타 음료: 따옴, 따옴오가닉, 사과랑 야채 시리즈, 빅썬, 자몽 먹은 콜라겐/레몬 먹은 비타민, 맑은 하늘 도라지차[6], 하늘 가득 사과/자몽[7], 오늘의 과일 야채

### 빙과류
- 바, 튜브: 요맘때, 더위사냥, 뽕따, 비비빅, 메로나, 쿠앤크, 엔초, 캔디바, 생귤탱귤, 카페오레, 파워캡, 키위아작, 리치밀크
- 콘, 컵: 슈퍼콘, 요맘때, 팥빙수, 슈팅스타콘
- 홈아이스: 투게더, 그라시아 쿠앤크, 엑설런트
- 아이스제과: 빵또아, 참붕어싸만코, 찹쌀떡아이스
- 프리미엄 아이스크림: 끌레도르

### 스낵류
- 스낵: 꽃게랑, 꽃게랑 불짬뽕, 야채타임, 쟈키쟈키, 스모키 베이컨칩, 뽀로로와 친구들

### 건강기능식품류
- 비바시티

### 판매중단 제품
- 라면: 우리집라면, 마이컵, 출발5분전, 3시라면, 합격라면, 라면세대, 캡틴, 매운콩라면, 뉴면, 고추맛면, 맛보면, 이라면(빙그레 라면 사업부 철수 파기 라면사업부문은 풀무원으로 이관.)
- 아이스크림:  링클콘, 투게더 초코, 투게더 클래스, 투게더 바닐라&초코, 투게더 카카오무스, 라면아이스, 칵테일바, 메타콘, 하트U, 삼색 델리까뜨, 초코싸만코, 붕어싸만코 커피 칩, 빠작바, 쥬시네모, 아샤샤, 파워캡
- 과자류/유제품 및 음료: 롱키, 밀큐, 생큐 4.3, 생큐 칼슘 알파, 5n캡슐우유, 초코지오, 핫 꽃게랑(꽃게랑 불짬뽕으로 갈음)

## 주요 수상 경력
- 2014년 12월: KNPS 한국산업의 고객 추천도 아이스크림 부문 7년 연속 1위
- 2014년 10월: KCSI 한국산업의 고객 만족도 아이스크림 부문 8년 연속 1위
- 2014년 6월: 안전한 식품기업 아이스크림 부문 5년 연속 1위
- 2014년 4월: NBA 국가브랜드대상 아이스크림 부문 투게더 3년 연속 수상
- 2014년 3월: 경상남도 농수산물 수출탑 최고탑 수상
- 2013년 10월: 한국 경영대상 마케팅 부문 대상 수상(한국능률협회 컨설팅)
- 2013년 10월: KBPI 6년 연속 브랜드 파워 1위(바나나우유)
- 2012년 9월: 대한민국 최고 안전식품기업 3년 연속 1위
- 2010년 3월: 동탑산업훈장 수상(납세자의 날)
- 2009년 11월: 투명경영대상 수상(한국회계정보학회 선정)
- 2009년 3월: 한국윤리경영대상 사회봉사부분 대상 수상(신산업 경영원)
- 2008년 3월: 기업윤리경영대상 수상(한국윤리경영학회)
- 2004년 12월: 한국 경영대상 가치경영부분 대상 수상(한국능률협회 컨설팅)
- 2004년 9월: 국가고객만족도(NCSI) 1위(우유, 발효유 부문)
- 2000년 4월: 요플레, 투게더 대한민국 브랜드 파워 1위 선정(한국능률협회 컨설팅)
- 1999년 11월: 20세기 한국을 빛낸 상품전 '바나나맛 우유' 선정

## 폰트(전용서체)
- 빙그레체, 빙그레체2, 빙그레 따옴체, 빙그레 메로나체, 빙그레 싸만코체 등을 사용하고 있다.

## 본점 및 지점 현황
- 본사: 서울특별시 종로구 새문안로 76(신문로, 콘코디언빌딩 9층, 13~15층)
- 식품연구소 및 남양주공장: 경기도 남양주시 다산순환로 45(다산동)
- 경기광주공장: 경기도 광주시 곤지암읍 독고개길 86번길 23(삼리)
- 논산공장: 충청남도 논산시 가야곡면 동안로 1413-9(야촌리)
- 김해공장: 경상남도 김해시 한림면 고모로 768(병동리)

## 같이 보기
- 해태아이스
- 한화 이글스